# Bitis caudalis
La vipera cornuta del Sudafrica (Bitis caudalis (Smith, 1839)) è un serpente della famiglia dei Viperidi.

## Descrizione
Può essere grigia, marrone, rossiccia o arancione, con un corno sopra ciascun occhio. La testa è di forma triangolare, come quella della vipera comune. Il corpo piatto e le squame scabrose le permettono di insabbiarsi facilmente quando vuole sfuggire alla calura o nascondersi. Per attraversare terreni sabbiosi adotta un'andatura particolare, nota come "torsione laterale".

## Biologia
Va a caccia di sera tentando di attrarre le prede contraendo le estremità della coda. Quando la preda (solitamente animali di dimensioni ridotte) è abbastanza vicina, la vipera cornuta la morde iniettandole il veleno che la paralizza e la ingoia intera come fanno tutte le altre vipere.